# ¿Quién quiere ser millonario? (trò chơi truyền hình Tây Ban Nha)
¿Quién quiere ser millonario? là phiên bản tiếng Tây Ban Nha của trò chơi truyền hình Who Wants to Be a Millionaire? Chương trình được chiếu trên kênh Telecinco (1999–2001) và Antena 3 (2005–2009; 2020–nay). Các dẫn chương trình của ¿Quién quiere ser millonario? bao gồm: Carlos Sobera (1999–2008), Antonio Garrido (2009) và Juanra Bonet (2020–nay).

## Định dạng
| Cơ cấu giải thưởng                            | Cơ cấu giải thưởng         | Cơ cấu giải thưởng | Cơ cấu giải thưởng | Cơ cấu giải thưởng | Cơ cấu giải thưởng |
| Câu hỏi thứ                                   | Giá trị câu hỏi            | Giá trị câu hỏi    | Giá trị câu hỏi    | Giá trị câu hỏi    | Giá trị câu hỏi    |
| Câu hỏi thứ                                   | 1999–2001                  | 2005–2007          | 2008               | 2009               | 2020– nay          |
| --------------------------------------------- | -------------------------- | ------------------ | ------------------ | ------------------ | ------------------ |
| 15 (12)                                       | 50,000,000 ₧ (€300,506.05) | €1,000,000         | €1,000,000         | €1,000,000         | €1,000,000         |
| 14 (11)                                       | 24,000,000 ₧ (€144,242.91) | €300,000           | €300,000           | €250,000           | €300,000           |
| 13 (10)                                       | 12,000,000 ₧ (€72,121.45)  | €100,000           | €100,000           | €75,000            | €100,000           |
| 12 (9)                                        | 6,000,000 ₧ (€36,060.73)   | €50,000            | €30,000            | €25,000            | €50,000            |
| 11 (8)                                        | 3,000,000 ₧ (€18,030.36)   | €25,000            | €15,000            | €12,000            | €30,000            |
| 10 (7)                                        | 1,500,000 ₧ (€9,015.18)    | €15,000            | €10,000            | €6,000             | €20,000            |
| 9 (6)                                         | 750,000 ₧ (€4,507.59)      | €10,000            | €8,000             | €5,000             | €15,000            |
| 8 (5)                                         | 600,000 ₧ (€3,606.07)      | €6,500             | €6,000             | €4,000             | €10,000            |
| 7 (4)                                         | 450,000 ₧ (€2,704.55)      | €4,000             | €4,000             | €3,000             | €5,000             |
| 6 (3)                                         | 350,000 ₧ (€2,103.54)      | €2,000             | €2,000             | €2,000             | €2,500             |
| 5 (2)                                         | 300,000 ₧ (€1,803.04)      | €1,000             | €1,000             | €1,000             | €1,500             |
| 4 (1)                                         | 150,000 ₧ (€901.52)        | €500               | €500               | €500               | €750               |
| 3                                             | 75,000 ₧ (€450.76)         | €300               | €300               | —                  | €500               |
| 2                                             | 50,000 ₧ (€300.51)         | €200               | €200               | —                  | €250               |
| 1                                             | 25,000 ₧ (€150.25)         | €100               | €100               | —                  | €100               |
| Cột mốc Cột mốc thủ công Giải thưởng cao nhất |                            |                    |                    |                    |                    |

Mỗi người chơi được hỏi 15 câu hỏi với độ khó tăng dần đi kèm với một mức tiền thưởng. Câu hỏi được trình bày theo thể thức trắc nghiệm, với bốn lựa chọn và người chơi phải trả lời đúng để tiếp tục tới câu tiếp theo. 15 câu hỏi được chia thành ba nhóm, mỗi nhóm 5 câu, kết thúc bằng giải độc đắc. Vượt qua nhóm câu hỏi tiếp theo, người chơi sẽ chắc chắn có được số tiền của các câu hỏi trước đó. Nếu trả lời sai, thí sinh sẽ dừng cuộc chơi với số tiền chắc chắn có cuối cùng.
Người chơi có ba "quyền trợ giúp" (tiếng Tây Ban Nha: Comodines) mà họ có thể sử dụng mỗi câu một lần. Trợ giúp "50:50" bỏ đi hai phương án trả lời sai để chỉ còn lại câu trả lời đúng và một câu trả lời sai ngẫu nhiên, "Hỏi ý kiến khán giả" (Preguntar al público) khảo sát ý kiến của khán giả trong trường quay về lựa chọn đáp của họ, và "Gọi điện thoại cho người thân" (Llamar a un amigo) cho phép người chơi thực hiện cuộc gọi điện thoại trong vòng 30 giây để xin sự tư vấn từ người thân.

## Lịch sử

### Lên sóng trên Telecinco (1999–2001)

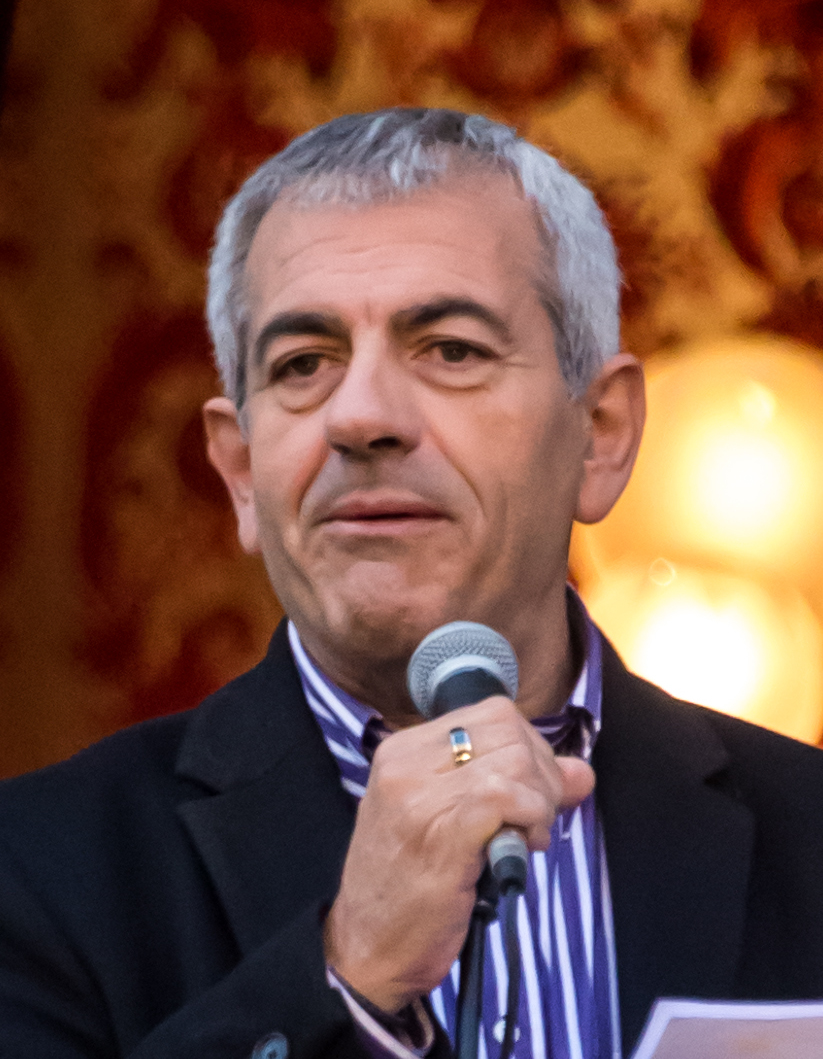
Carlos Sobera là người dẫn chương trình từ năm 1999 đến năm 2008

Chương trình được ra mắt vào ngày 17 tháng 9 năm 1999 lúc 9 giờ tối, với tên gọi 50 por 15: ¿Quiere ser millonario? ("50 for 15: Do you want to be a Millionaire?", ám chỉ 15 câu hỏi và giải độc đắc 50 triệu peseta Tây Ban Nha). Chương trình do Carlos Sobera làm người dẫn chương trình và được phát sóng trên kênh Telecinco. Chương trình đã ghi nhận người chiến thắng giải độc đắc duy nhất, Enrique Chicote đến từ Barcelona, người đã giành được số tiền thưởng tương đương với 300,000 euro. Ở câu hỏi cuối cùng, anh đã sử dụng sự trợ giúp Gọi điện thoại cho người thân để gọi cho vợ mình và thông báo cho cô rằng anh ta biết câu trả lời cho câu hỏi cuối cùng, cụ thể là cùi dừa khô là sản phẩm từ quả dừa. Chương trình đã bị chấm dứt vào tháng 3 năm 2001 để nhường thời gian cho chương trình Gran Hermano, một chương trình truyền hình chuyển thể từ phiên bản quốc tế của Big Brother. Thị phần khán giả của 50 por 15 đạt đỉnh với tỷ lệ 29%.

### Trở lại trên Antena 3 (2005–2009)
Chương trình đã trở lại với tên hiện tại vào tháng 7 năm 2005, trên kênh Antena 3. Sobera đảm nhiệm vai trò người chương trình. Với việc ngừng phát hành đồng peseta, giải thưởng cao nhất của chương trình được đổi thành 1,000,000 euro. Chương trình được xem như một sự thay thế tạm thời cho khung giờ của chương trình Pasapalabra trong khi chương trình này tạm thời nghỉ. Chương trình đã đổi mới, cho phép khán giả chương trình giành được tới 1.000 euro nếu họ trả lời đúng câu trả lời mà người chơi của chương trình trả lời sai theo hình thức gửi tin nhắn. Sobera từng nói rằng chương trình trở lại sẽ thú vị hơn và ít cứng nhắc hơn phiên bản cũ của Telecinco.
Vào tháng 2 năm 2007, chương trình được tiếp tục cho năm sau. Thị phần khán giả mà chương trình đạt được là 20% và chỉ theo sau La Ruleta de la Suerte, là chương trình được xem nhiều nhất của Antena 3. Sau 12 tháng tạm dừng, chương trình trở lại vào tháng 5 năm 2009 dẫn chương trình mới là nam diễn viên Antonio Garrido.

### Lần trở lại thứ 2 (2020–)
Vào tháng 5 năm 2019, Antena 3 thông báo rằng Juanra Bonet sẽ là người dẫn chương trình của 4 tập đặc biệt để đánh dấu kỷ niệm 20 năm của chương trình. Garrido cũng trở lại chương trình này với tư cách là người chơi vào tháng 3 năm 2021.